# Teileranzahlfunktion

Teileranzahlfunktion d(n) für natürliche Zahlen 0<n<24

Die Teileranzahlfunktion gibt an, wie viele positive Teiler eine natürliche Zahl hat; dabei werden die Eins und die Zahl selbst mitgezählt. Die Teileranzahlfunktion gehört zum mathematischen Teilgebiet der Zahlentheorie. Sie wird meist mit {\displaystyle d} oder {\displaystyle \tau } bezeichnet – da sie einen Spezialfall der Teilerfunktion darstellt, auch als {\displaystyle \sigma _{0}(n)}.
| {\displaystyle d(n)} | {\displaystyle n_{\mathrm {min} }}Pink: hoch- zusammengesetzte Zahl | Faktorisierung von {\displaystyle n_{\mathrm {min} }} |
| -------------------- | ------------------------------------------------------------------- | ----------------------------------------------------- |
| 1                    | 1                                                                   | 1                                                     |
| 2                    | 2                                                                   | 2                                                     |
| 3                    | 4                                                                   | 2                                                     |
| 4                    | 6                                                                   | 2 · 3                                                 |
| 5                    | 16                                                                  | 24                                                    |
| 6                    | 12                                                                  | 2 · 3                                                 |
| 7                    | 64                                                                  | 26                                                    |
| 8                    | 24                                                                  | 23 · 3                                                |
| 9                    | 36                                                                  | 2 · 32                                                |
| 10                   | 48                                                                  | 24 · 3                                                |
| 11                   | 1.024                                                               | 210                                                   |
| 12                   | 60                                                                  | 2 · 3 · 5                                             |
| 13                   | 4.096                                                               | 212                                                   |
| 14                   | 192                                                                 | 26 · 3                                                |
| 15                   | 144                                                                 | 24 · 32                                               |
| 16                   | 120                                                                 | 23 · 3 · 5                                            |
| 17                   | 65.536                                                              | 216                                                   |
| 18                   | 180                                                                 | 2 · 32 · 5                                            |
| 19                   | 262.144                                                             | 218                                                   |
| 20                   | 240                                                                 | 24 · 3 · 5                                            |
| 21                   | 576                                                                 | 26 · 32                                               |
| 22                   | 3.072                                                               | 210 · 3                                               |
| 23                   | 4.194.304                                                           | 222                                                   |
| 24                   | 360                                                                 | 23 · 32 · 5                                           |
| 25                   | 1.296                                                               | 24 · 34                                               |
| 26                   | 12.288                                                              | 212 · 3                                               |
| 27                   | 900                                                                 | 2 · 32 · 52                                           |
| 28                   | 960                                                                 | 26 · 3 · 5                                            |
| 29                   | 268.435.456                                                         | 228                                                   |
| 30                   | 720                                                                 | 24 · 32 · 5                                           |
| 31                   | 1.073.741.824                                                       | 230                                                   |
| 32                   | 840                                                                 | 23 · 3 · 5 · 7                                        |
| 33                   | 9.216                                                               | 210 · 32                                              |
| 34                   | 196.608                                                             | 216 · 3                                               |
| 35                   | 5.184                                                               | 26 · 34                                               |
| 36                   | 1.260                                                               | 2 · 32 · 5 · 7                                        |

## Definition
Für jede natürliche Zahl {\displaystyle n\in \mathbb {N} } wird die Teileranzahlfunktion definiert als
{\displaystyle d(n):=|\{d\in \mathbb {N} :d\mid n\}|},
wobei {\displaystyle |\cdot |} die Mächtigkeit der Menge ist.
Die ersten Werte sind:
| {\displaystyle n}            | 1 | 2    | 3    | 4       | 5    | 6          | 7    | 8          | 9       | 10          | 11    | 12                |
| ---------------------------- | - | ---- | ---- | ------- | ---- | ---------- | ---- | ---------- | ------- | ----------- | ----- | ----------------- |
| Teiler von {\displaystyle n} | 1 | 1, 2 | 1, 3 | 1, 2, 4 | 1, 5 | 1, 2, 3, 6 | 1, 7 | 1, 2, 4, 8 | 1, 3, 9 | 1, 2, 5, 10 | 1, 11 | 1, 2, 3, 4, 6, 12 |
| {\displaystyle d(n)}         | 1 | 2    | 2    | 3       | 2    | 4          | 2    | 4          | 3       | 4           | 2     | 6                 |

## Eigenschaften
- Hat die Zahl {\displaystyle n} die Primfaktorzerlegung

{\displaystyle n=p_{1}^{e_{1}}\cdot p_{2}^{e_{2}}\dotsm p_{r}^{e_{r}},}
so gilt:
{\displaystyle d(n)=(e_{1}+1)(e_{2}+1)\dotsm (e_{r}+1)}
- Für teilerfremde Zahlen {\displaystyle m} und {\displaystyle n} gilt:

{\displaystyle d(mn)=d(m)\cdot d(n)}
Die Teileranzahlfunktion ist also eine multiplikative zahlentheoretische Funktion.
- Eine Zahl {\displaystyle n} ist genau dann eine Primzahl, wenn {\displaystyle d(n)=2} gilt.
- Eine Zahl {\displaystyle n} ist genau dann eine Quadratzahl, wenn {\displaystyle d(n)} ungerade ist.
- Die zur Teileranzahlfunktion gehörige Dirichlet-Reihe ist das Quadrat der riemannschen Zetafunktion:[3]

{\displaystyle \zeta (s)^{2}=\sum _{n=1}^{\infty }{\frac {d(n)}{n^{s}}}} (für {\displaystyle \operatorname {Re} \,s>1}).
- Wenn der Wert {\displaystyle d(n)} eine Primzahl ist, dann ist {\displaystyle n_{min}=2^{d(n)-1}}
- Wenn der Wert {\displaystyle d(n)} eine zusammengesetzte Zahl {\displaystyle \neq 1} ist, dann ist {\displaystyle n_{min}} stets durch 6 teilbar
- Wenn der Wert {\displaystyle d(n)} eine Zweierpotenz ist, dann ist {\displaystyle n_{min}} eine hochzusammengesetzte Zahl

## Asymptotik
Im Mittel ist {\displaystyle d(n)\approx \log n}, präziser gilt:
{\displaystyle \sum _{n\leq x}d(n)=x\log x+(2\gamma -1)x+O({\sqrt {x}})}
Dabei sind „{\displaystyle O}“ ein Landau-Symbol und {\displaystyle \gamma } die Euler-Mascheroni-Konstante.
Als Heuristik kann die Erkenntnis dienen, dass eine Zahl {\displaystyle d\leq x} ein Teiler von etwa {\displaystyle {\tfrac {x}{d}}} Zahlen {\displaystyle n\leq x} ist, damit wird die Summe auf der linken Seite in etwa zu
{\displaystyle x\cdot \sum _{d=1}^{\lfloor x\rfloor }{\frac {1}{d}}\approx x\log x.}
(Zum letzten Schritt siehe harmonische Reihe.)
Der Wert {\displaystyle \beta ={\tfrac {1}{2}}} für den Fehlerterm {\displaystyle O(x^{\beta })} wurde bereits von P. G. L. Dirichlet bewiesen; die Suche nach besseren Werten ist deshalb auch als dirichletsches Teilerproblem bekannt.
Bessere Werte wurden von G. F. Woronoi (1903, {\displaystyle x^{\tfrac {1}{3}}\log x}), J. van der Corput (1922, {\displaystyle \beta ={\tfrac {33}{100}}}) sowie M. N. Huxley ({\displaystyle \beta ={\tfrac {131}{416}}}) angegeben. Auf der anderen Seite zeigten G. H. Hardy und E. Landau, dass {\displaystyle \beta \geq {\tfrac {1}{4}}} gelten muss. Die möglichen Werte für {\displaystyle \beta } sind immer noch Forschungsgegenstand.

## Verallgemeinerungen
Die Teilerfunktion {\displaystyle \sigma _{k}(n)} ordnet jeder Zahl {\displaystyle n} die Summe der {\displaystyle k}-ten Potenzen ihrer Teiler zu:
{\displaystyle \sigma _{k}(n)=\sum _{d\mid n}d^{k}}
Die Teilersumme ist der Spezialfall der Teilerfunktion für {\displaystyle k=1}, und die Teileranzahlfunktion ist der Spezialfall der Teilerfunktion für {\displaystyle k=0}:
{\displaystyle \sigma (n)=\sigma _{1}(n)=\sum _{d\mid n}d^{1}=\sum _{d\mid n}d}
{\displaystyle d(n)=\sigma _{0}(n)=\sum _{d\mid n}d^{0}=\sum _{d\mid n}1}